# 구정 대공세
구정 대공세(Sự kiện Tết Mậu Thân)는 베트남 전쟁 당시 벌어졌던 대규모 군사 공세 중 하나로 베트남 인민군과 남베트남 민족해방전선이 베트남 공화국, 미국과 그 동맹국 군대에 맞서 1968년 1월 30일 개시한 작전이다. 북베트남과 남베트남 민족해방전선은 이 작전을 공식적으로  무신년 원단절 총공세 및 봉기(베트남어: Tổng tiến công và nổi dậy, Tết Mậu Thân (뗏 마우 탄＝1968년 구정))라고 부른다. 이 작전은 남베트남 전역에서 벌어진 군 사령부 및 민간 통제에 대한 기습 공격들이었다. 공세의 명칭은 베트남의 설날인 뗏에서 유래한 것인데, 첫 공격이 뗏 시기에 발생했기 때문이었다.
북베트남군은 1월 20일 남베트남 제1군단 및 제2군단의 야간에 일련의 공격을 개시했다. 이러한 초기 공격은 전반적으로 확산되는 방어 수단으로 이어지지 않았다. 북베트남 주요 작전이 다음 날 아침에 개시되었을 때, 공세는 남베트남 전체로 확산되었고 상호 유기적이었다. 결과적으로 80,000명 이상의 북베트남군 및 남베트남 민족해방전선 군대가 100개 이상의 도시와 마을을 공격하였고, 이 중에는 남베트남 33개의 성도와 6개의 자치 시, 75개의 특별구와 수도 사이공도 포함되어 있었다. 이 공세는 1968년 작전 개시 당시 양측이 수행한 군사 작전 중 가장 큰 것이었다.
초기에 미군과 남베트남군이 기습 공격으로 말미암아 체계가 일시적으로 마비되어 몇몇 도시 통제권을 일시적으로 잃었음에도, 연합군은 즉각 전열을 가다듬어 반격하기 시작해 북베트남군에게 큰 피해를 입혔다. 구정 대공세 주요 전투 중 하나인 후에 전투에서 격렬한 싸움이 한 달 간 이어졌고, 도시는 완전히 파괴되고 말았다. 점령 기간 동안 북베트남군은 수천 명 사람을 처형했다. 미국 전투 기지인 케산에서도 전투가 2달 간 벌어졌다. 미국은 이 공세를 북베트남의 군사적 패배로 받아들였으나, 웨스트모얼랜드 장군은 남베트남 민족해방전선의 패배를 결정하려면 200,000명 병사를 비롯해 예비군 운용, 그리고 전쟁에서의 전략 변화가 필요하다고 주장했다. 오히려 구정 대공세는 북베트남인들이 대규모 군사작전을 개시할 능력이 없고 지고 있다고 믿던 미국 정부에 큰 영향을 미쳤고, 미국 대중에게 충격을 주었다. 미국 대중은 전쟁 지지를 철회하기 시작했고, 미국 정부는 종전을 위해 협상을 추구하기로 했다.
한편 북베트남은 공세가 인민의 우호적인 봉기를 촉발했다는 잘못된 신념을 품게 되었다. 북베트남군과 남베트남 민족해방전선은 처음으로 전쟁에서 대규모 군대를 투입해 후에에서 메콩강 삼각주까지 일련의 공격을 펼쳤다. 그러나 남베트남 공화국군과 미군이 20,000명의 사상자가 발생한데 비해, 북베트남군의 피해는 이보다 훨씬 컸다.

## 개요
웨스트모얼랜드가 이끄는  미군이 꽝찌 성에서 케산 전투를 벌이느라 베트남 중부 내륙으로 이동한 사이, 1968년 1월 30일 새벽 베트남 인민군은 남베트남군이 구정이라는 이유로 방심한 사이를 틈 타 남베트남 전역에 공격을 퍼부었다. 베트남 인민군은 남베트남을 전면에서 공격하는 한편, 남베트남 민족해방전선은 주요 도시들을 습격하여, 짧은 시간 동안 여러 미국을 포함한 반공 지원국의 군사 기지를 점령했다. 그리고 얼마 지나지 않아 그 중 한 곳인 주사이공 미국 대사관이 남베트남 민족해방전선에게 점령당하자 미군은 공황 상태에 빠지게되었다. 미국 대사관을 습격한 남베트남 민족해방전선 부대는 결사의 각오로 작전에 임하였고 그들의 군사적 사기는 매우 높았다. 또한, 베트남 인민군은 남베트남 대통령궁을 습격했지만, 남베트남군 측의 방어가 성공하면서 실패한다.
구정대 공세에 대해 처음은 베트남 민주공화국(북베트남) 군사령부에서 반대를 했지만, 북베트남 공산당 수뇌부 측에서는 남베트남에 종속하는 남베트남 민족해방전선의 역할을 강조할 것을 두고 구정 대공세와 같은 전략을 구사하게 된다. 이 작전에서 북베트남은 주요 습격 부대를 남베트남 민족해방전선으로 정하고, 베트남 인민군의 임무는 그들을 보호하고, 군사적으로 지원해주는 것이었다. 북베트남에서는 이 공세로 인해 수많은 남베트남 민간인이 사망할 것을 예고하여, 인구 밀집이 적은 곳을 주요 타격 지역으로 잡았지만, 작전 실행 도중 한계를 직면하면서, 주요 시설이 밀집한 대도시를 주요 공습지로 정하게 되었다.

### 전개
구정 대공세 초기 미군과 남베트남군은 고전을 면치 못하였고 상당 수의 지역에서 퇴각하여야 하였지만, 얼마 지나지 않아 막강한 화력으로 응전하여 베트남 민족해방전선과 북베트남의 공격을 막아내었고, 이 과정에서 특히 베트남 민족해방전선 전투원들이 큰 피해를 입었다. 응우웬 왕조 시절의 수도였던 후에는 한 때 베트남 민족해방전선과 북베트남의 베트남인민군에 의해 점령되었으나 미군은 도시 전체의 80%가 폐허로 변하는 포격을 퍼부으며 전투를 벌여 후에를 탈환하였다. 후에 전투 중 베트남 민족해방전선과 북베트남 측이 후에에 살고 있던 비전투원을 학살하는 일이 벌어졌다. 후에 대학살에서 희생된 민간인의 수는 약 오천명에 달하는 것으로 추산된다. 전쟁 후 북베트남은 베트남 민족해방전선에 의한 민간인 살해를 인정하였다.
북베트남과 베트남 민족해방전선은 구정 대공세를 통해 잠시나마 남베트남의 주요 도시들을 획득할 수 있었지만 결국 큰 피해를 입고 퇴각하였다. 그러나, 구정 대공세는 그 동안 전쟁 승리를 낙관하였던 미국내 여론에 큰 충격을 주었다.
주베트남 미군을 총괄하던 베트남 군사 원조 사령부의 사령관 웨스트모어랜드 장군은 베트남 전쟁에 참전한 미군의 표상이었다. 그는 《타임》지가 선정한 1965년 올해의 인물이었고, 《타임》은 그를 “미국 전사의 늠름한 화신 …… 역사에서 바로 뛰쳐나온 듯 전투 계획을 수립하고 …… 병사들에게 그가 지닌 미국의 목표와 책임을 이상적으로 제시하였다”라고 평했다. 1967년 11월 웨스트모어랜드는 린든 B. 존슨 정부와 함께 승리를 낙관하고 있었다. 그는 네셔널 프레스 클럽에서 베트남 전쟁이 “끝이 보이는 단계”에 와 있다고 공언하였다. 구정 대공세로 웨스트모어랜드의 단언이 허풍일 뿐이란 것이 드러나자 미국의 미디어들은 미군이 막대한 병력을 투입한 존슨 정부의 정책이 효과적인지 의문을 나타내기 시작하였다. 존슨 정부는 군사적 실패를 인정하지 않았지만, 결국 존슨은 재선에 실패하게 되었다. 구정 대공세를 펼친 북베트남과 남베트남 민족해방전선은 정치적 승리를 거둔 것이다.
구정 대공세로 미국의 베트남 전쟁 개입은 변환점을 맞을 수 밖에 없었다. 그 동안 미국 정보 당국이 평가하고 있던 베트남 민족해방전선과 북베트남의 전력이 과소 평가되어 있었다는 것이 드러나자 언론인 피터 아네트는 벤쩨에서 근무 중인 익명의 장교가 “마을을 탈환하려면 파괴할 필요가 있다”는 명령을 받았다고 폭로하였다. 또 다른 정보원은 제9 보병 사단의 부리스 소령이 이러한 명령을 하였다고 지목하였다.

## 영향

### 북베트남

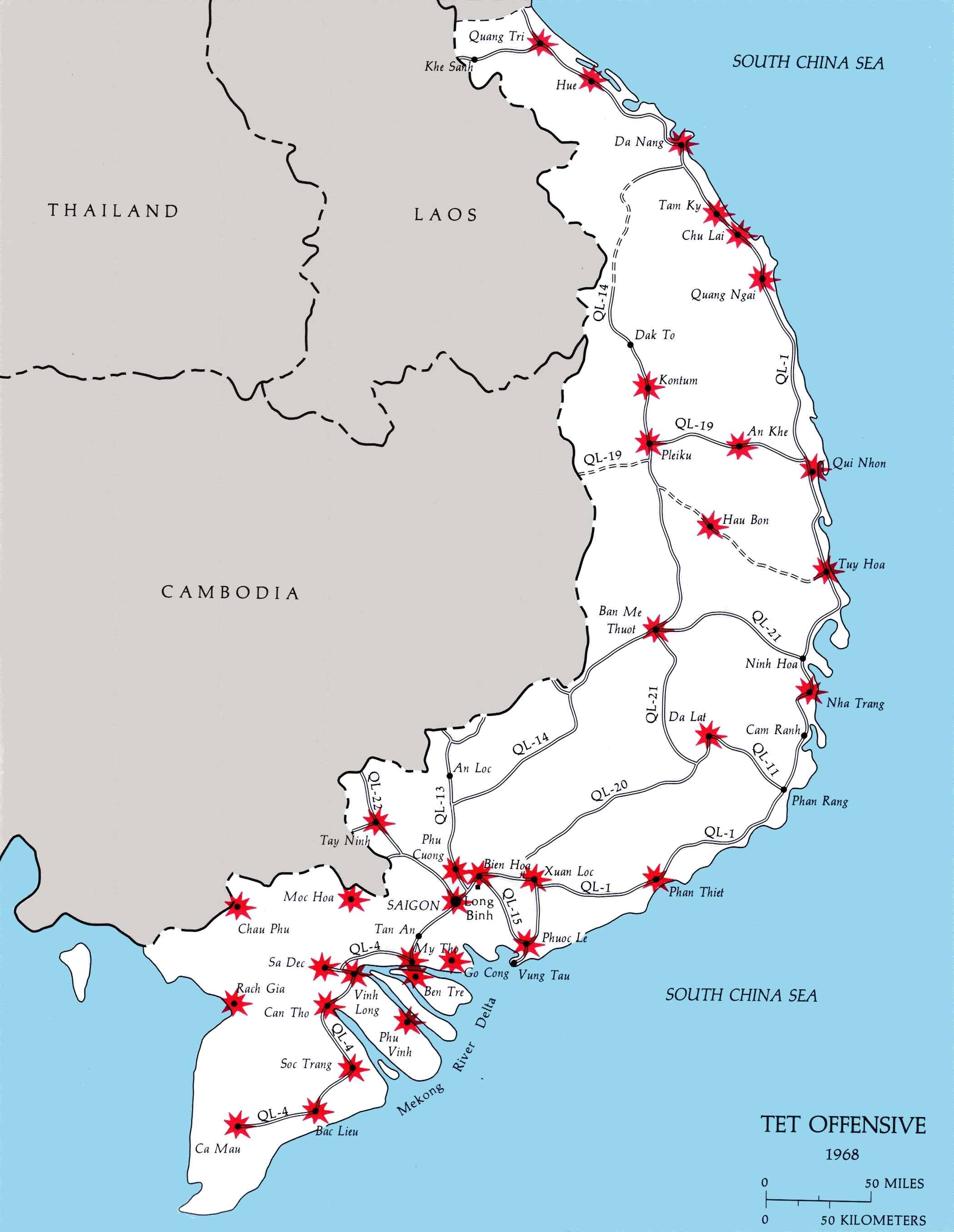
구정 대공세 당시 북베트남의 남베트남 내 목표

구정 대공세의 결과에 대해 북베트남 정부는 낙담했다. 그들의 첫 목표이자 가장 중요한 목표였던 대중 봉기는 음울한 실패로 끝나고 말았다. 전체적으로 85,000명에서 100,000명의 북베트남군/남베트남 민족해방전선 게릴라가 구정 대공세와 후속작전에 참여했다. 전반적으로 1967년의 국경 전투와 이어진 동계-춘계 작전에서 45,267명의 북베트남군/남베트남 민족해방전선 게릴라가 사망했다.
북베트남 정부는 연합군의 전략기동성을 평가절하했고, 이에 따라 연합군이 적의 위협을 받는 지역에 신속전개하는 것을 허용했다. 북베트남의 전투 계획은 너무 복잡하고 조정하기 어려웠으며, 이는 1월 30일의 공격으로 충분히 입증되었는데, 집단 원칙 위반은 소수의 특정 목표에 병력을 집중하는 대신 모든 곳을 공격했기 때문에 베트남군의 병력은 단편적으로 패배할 수 있었고, 대량의 군을 투입해 공격하는 것은 연합군의 화력에 밀렸으며, 그리고 마지막으로 중요한 것은 전체 작전이 잘못된 가정에 기초했었다는 것이었다. 쩐반짜 장군의 회고록에는 "우리는 우리와 적 사이의 병력 간 구체적인 균형에 대해 평가를 제대로 하지 않았고, 적이 여전히 충분한 능력이 있다는 것과 우리의 능력이 제한되었다는 것을 인지하지 못했으며, 우리의 실질적인 능력을 넘어선 작전을 수행했다."라고 기록했다.
시골지역의 통제권을 되찾으려는 북베트남/남베트남 민족해방전선의 노력은 어느 정도 성공적이었다. 미국 국무부에 따르면, "평화를 사실상 무력하게 만들었다. 메콩강 삼각주에서 남베트남 민족해방전선은 그 어느 때보다 강했고 다른 지역에서는 시골지역이 남베트남 민족해방전선에 속해 있었다." 휠러 장군은 이번 공세로 인해 대반란 프로그램이 중단되었으며, "남베트남 민족해방전선이 이제 시골지역을 상당 부분 통제하게 되었다."고 보고했다. 이러한 상황은 지속되지 않았고, 많은 사상자와 남베트남과 미국의 반격으로 인해 남베트남 민족해방전선 측에 더 많은 영토 손실과 많은 사상자가 발생했다.
남베트남 민족해방전선 부대들이 입은 막대한 손실은 10년 넘게 쌓아온 북베트남 기반시설의 핵심을 강타했다. 베트남 군사원조사령부는 1968년 동안 181,149명의 북베트남군/남베트남 민족해방전선 병력이 사망한 것으로 추정했다. 쩐반짜 장군에 따르면 1968년 동안 45,267명의 북베트남군/남베트남 민족해방전선 병력이 사망했다고 한다. 마릴린 B. 영은 다음과 같이 말했다.
예시로, 5월에서 6월에 지역 게릴라들이 점령한 롱안 지방은 여러 구역으로 나누어져 있었다. 한 구역에 있던 2,018명 중 775명만이 살아남았고, 다른 구역에서는 1,430명 중 640명만이 살아남았다. 이 지방은 한 역사학자가 끊임없이 이어지는 B-52 폭격으로 "하늘에서 내려오는 미라이"라 불렀던 지역이었다.

구정 대공세 시기부터 북베트남 정부는 남베트남 민족해방전선의 관료 중 거의 70%를 북베트남 정규군으로 대체할 수 밖에 없었다. 남베트남 공화국 사법장관 쯔엉뉴땅은 구정 대공세로 남베트남 민족해방전선의 병력 절반이 사라졌다고 말했으며, 북베트남에서 같은 시기인 1969년을 다룬 공식 역사서에는 남베트남에 매우 적은 "해방구역"이 존재한다고 기록했다. 1968년 구정 대공세와 뒤이은 교외 지역에서의 남베트남-미국의 "탐색 및 유지" 작전으로 인해 남베트남 민족해방전선의 징집 기지는 거의 사라졌다. 베트남 공식 전쟁사는 이후 "예년에 유지했던 현지 징집 수준을 유지할 수 없었다"고 언급했다. 1969년에는 5구역에서 1,700명(1968년 8,000명 대비)의 신규 병사를 모집할 수 있었고, 코친차이나 저지대에서는 100명(1968년 16,000명 대비)의 신규 병사를 모집하는 데 그쳤다. 또한 베트남 공식 전쟁사에 언급된 바와 같이, "우리의 무장 지방 군대가 심각한 손실을 입었기 때문에 게릴라 작전은 감소했다."그러나 남베트남 민족해방전선과는 대조적으로 베트남 인민군은 공격으로 인한 사상자를 만회하는 데 어려움이 거의 없었기 때문에 이러한 변화는 전쟁의 전반적인 결과에 거의 영향을 미치지 않았다. 일부 서구 역사학자들은 구정 대공세의 음흉한 속셈 중 하나가 경쟁적인 남부 당원들을 제거함으로써 전쟁에서 승리했을 때 북부인들이 더 많은 통제를 할 수 있도록 한 것이라고 믿게 되었다.
공세 1단계가 끝난 후에야 하노이는 자신들의 희생이 헛되지 않았을 수도 있다는 것을 깨달았다. 후에 전투를 이끈 베트남 인민 사령관인 쩐도 장군은 패배가 어떻게 승리로 이어졌는지 통찰했다:
솔직히 말해서, 우리는 남부 전역에서 봉기를 가속화하려는 우리의 주요 목적을 달성하지 못했다. 그럼에도 불구하고, 우리는 미국인들과 그들의 꼭두각시들에게 엄청난 사상자를 냈고, 이것은 우리에게 큰 이득이었다. 미국에서 영향력을 행사하는 것에 대한 것은 우리의 의도가 아니었지만, 그것은 운이 좋은 결과였다.

5월 5일, 쯔엉찐은 당원대회를 소집하고 당 민병대와 신속한 승리를 촉구한 당 민병대를 혹평했다 . 그의 "파벌타격" 비난은 4개월 동안 지속된 당 지도부 내의 심각한 논쟁을 촉발시켰다. "주력전쟁"과 "신속한 승리" 파벌의 지도자로서, 레두언 또한 혹독한 비난을 받았다. 1968년 8월에, 쯔엉찐의 상황에 대한 보고서는 완전히 받아들여졌고, 출판되었고, 라디오 하노이를 통해 방송되었다. 그는 단독으로 국가의 전쟁 전략을 바꾸어 당의 이념적 양심으로 유명해졌다.
남베트남과 미국의 대응을 마비시키기 위해 신속하고 결정적인 공세를 지지했던 레두안파는 장기간에 걸쳐 시간을 끄는 재래전을 선호하는 보응우옌잡과 쯔엉찐으로 대체되었다. 고밀도의 재래식 집합 공격은 연합군에게 지속적인 압박을 가하는 재빠르게 치고 빠지는 소규모 작전으로 변경되었고, 동시에 북베트남군은 기계화 부대와 제병연합부대를 양성하기 시작했다. 대중봉기나 인민전쟁은 더 큰 게릴라와 재래전의 통합을 위해 폐기되었다. 1969년 4월 5일 북베트남군 선전부는 하노이의 수정된 계획이 반영된 포고 55호를 모든 예하부대에 발표했으며, 포고 55호는 "다시는 어떤 상황에서라도 우리는 이와 같은 공세를 위해 전군을 희생시키지 않을 것이다. 그 대신 우리는 우리의 미래 계획을 위해 군의 잠재력을 보존할 것이다."라는 내용이었다.
베트남 인민군 사령부는 구정 대공세 1단계를 "전략적 대승"이라고 평가하며 "43,000명의 미군을 포함한 150,000명의 적 병사들을 죽이거나 내쫓았고, 베트남 내 미군의 비축 물자 34%를 파괴했고, 4,200개의 전략거점을 파괴했으며, 1백만 명의 인민을 해방시켰다"고 기록했다.

### 남베트남

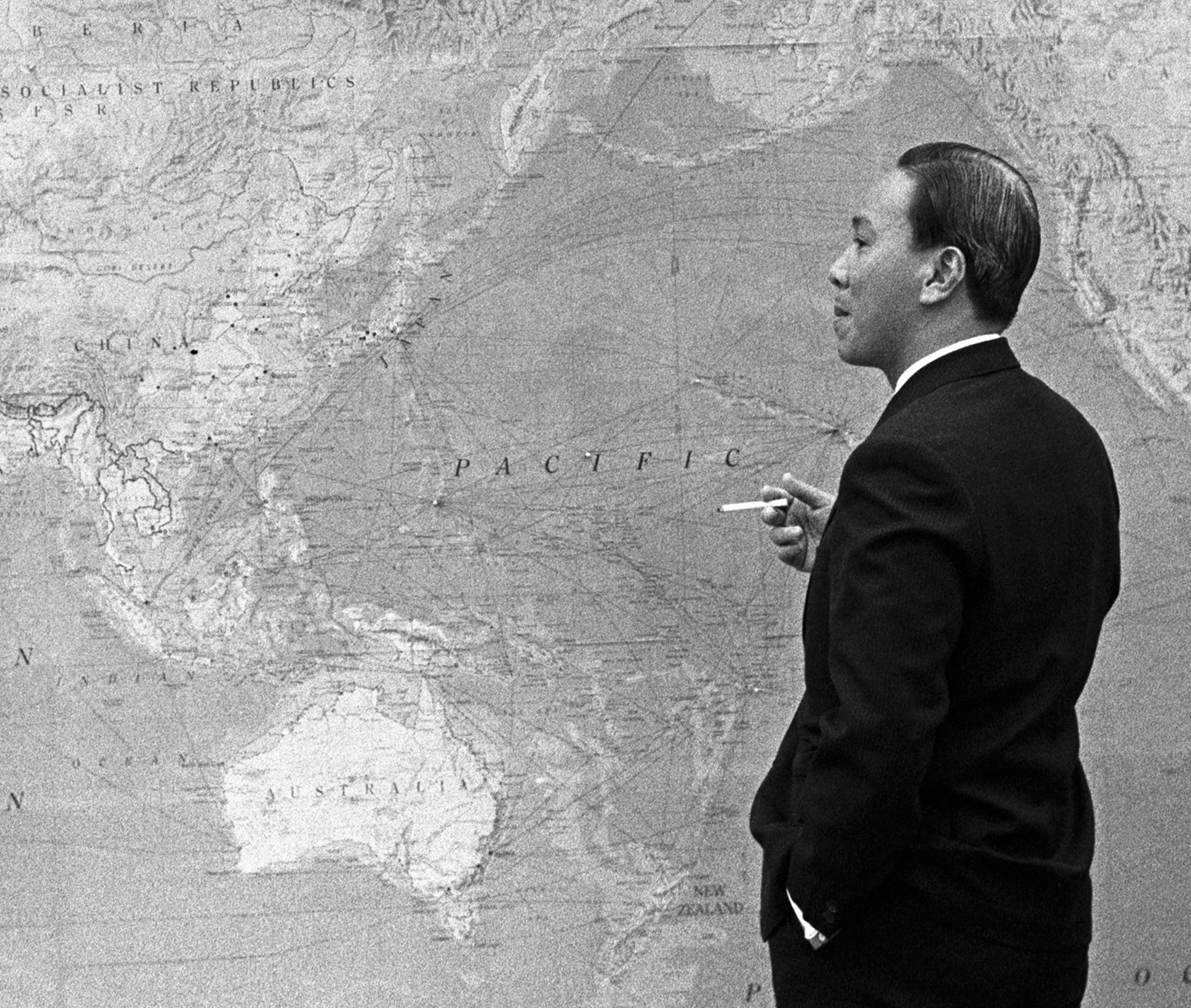
구정 대공세 당시 남베트남의 대통령이었던 응우옌반티에우.

남베트남은 구정 대공세 기간 동안, 그리고 이후에도 혼란 상태에 빠졌다. 북베트남군과 남베트남군의 충돌이 베트남 전쟁 역사상 처음으로 도시 안에서도 이루어졌기 때문에 비극에 비극이 더해졌다. 남베트남 정부군이 도시를 지키기 위해 후퇴하자 남베트남 민족해방전선이 권력의 공백을 차지하고 교외 지역을 장악했다. 공세 기간 동안 폭력과 파괴를 지켜본 남베트남 민간인들에게는 심리적 후유증이 남게 되었다. 미국의 엄청난 지원에도 자국의 시민들을 지키지 못했다는 것을 구정 대공세가 드러낸 것으로 보였기에, 남베트남 정부에 대한 국민들의 자신감 역시 흔들리게 되었다.
남베트남이 입은 인적 손실과 자원 손실은 충격적이었다. 공세로 인해 사망한 민간인 숫자는 남베트남 정부의 추산치에 따르면 14,000명이었고 부상자는 24,000명이었다. 이미 800,000명의 피난민이 발생했지만 구정 대공세로 인해 이 수치에 640,000명의 피난민이 추가되었다. 1968년 말, 전체 남베트남 인구의 12분의 1은 피난민 캠프에서 살고 있었다. 구정 대공세로 70,000개 이상의 가옥이 파괴되었고 30,000개 이상의 가옥이 심각한 피해를 입었으며, 남베트남의 기반시설은 사실상 파괴되었다. 남베트남군은 미군이 예상했던 것보다는 잘 싸웠지만 사기가 바닥나 있었으며 , 구정 대공세 이전 남베트남군의 탈영 비율은 10.5%였지만 구정 대공세가 끝난 1968년 7월 16.5%로 증가했다. 1968년 한 해 남베트남군은 27,915명의 사망자가 발생했는데, 이는 전체 전쟁에서 가장 큰 수치였다.

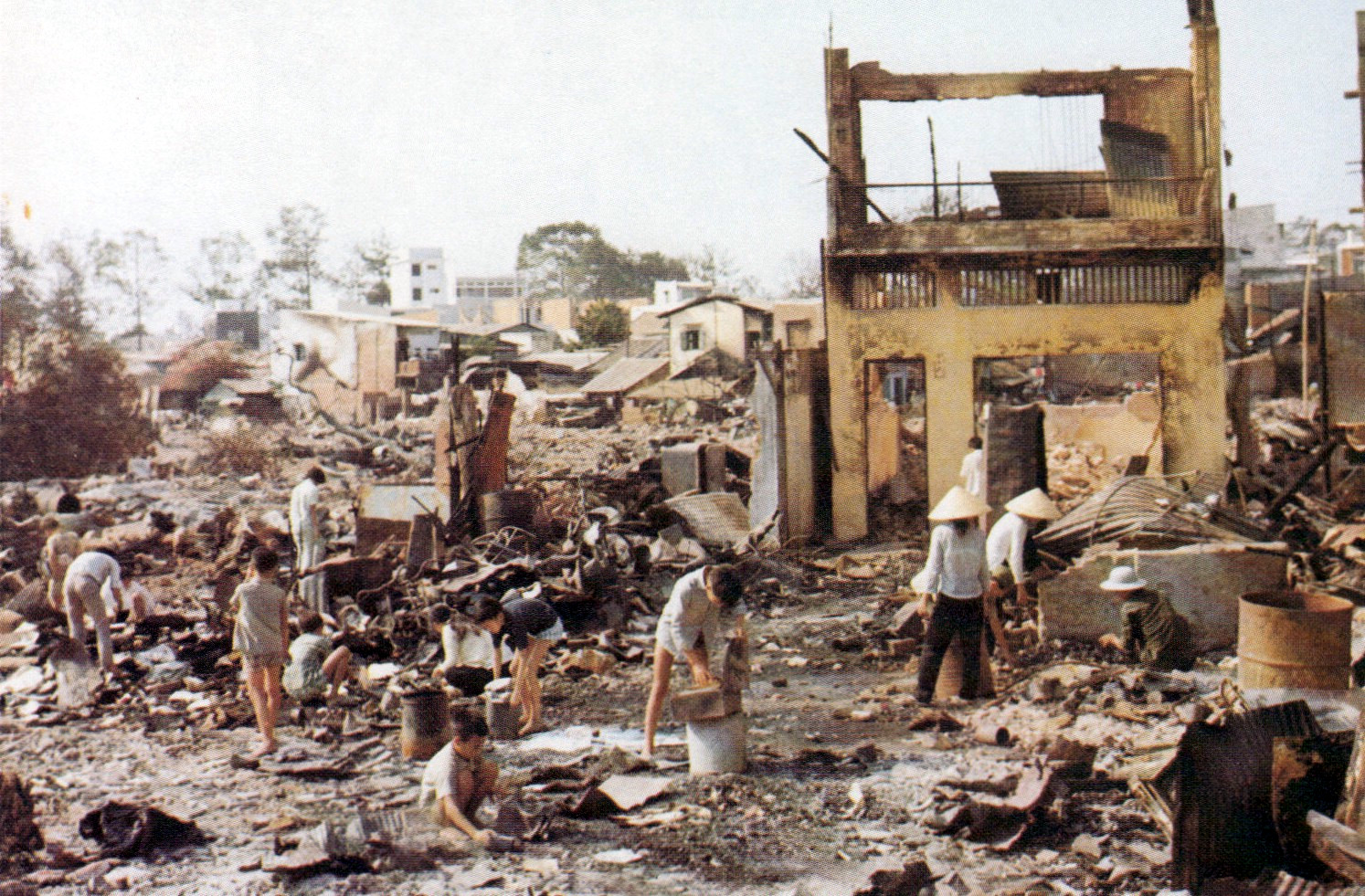
1968년 구정 대공세로 파괴된 사이공 내 차이나타운인 쩌런에서 민간인이 폐허를 뒤지고 있다.

응우옌반티에우와 공군총장 응우옌까오끼가 연합해 동맹을 만들었던 1967년 남베트남 선거 이후 남베트남 내 정치적 갈등도 다시 격화되었다. 응우옌까오끼는티우에게 전쟁 내내 열외로 취급되었지만 부통령 직위는 유지하고 있었다. 그러나 공세가 이어지자 티에우 정부는 새로운 결단력을 보였다. 1968년 2월 1일 티에우는 계엄령을 선포하고, 6월 15일 남베트남 의회는 티에우의 요청을 받아들여 연말까지 20만 명의 징집자를 군대에 입대시키는 것을 통과시켰다. 이 법안은 5개월 전 반대 세력에 의해 통과가 무산된 법안이었다. 남베트남 의회에서 안이 통과되자 남베트남군의 병력은 900,000명으로 증가했다. 군 동원, 반부패 캠페인, 정치적 통합성 표명, 그리고 행정부 개혁이 신속하게 진행되었다. 티에우는 국가회복위원회를 수립해 새로운 피난민을 위해 식량 배분, 재정착, 주택 건축 등을 관리하게 했다. 남베트남 정부와 미국 모두 민간인을 상대로 실시한 새로운 정책에 고무되었다. 많은 도시 거주민들은 뗏 기간에 도시를 공격한 것에 대해 분개했고, 이는 이전에 남베트남 정부에 무관심했던 많은 이들이 적극적으로 남베트남 정부를 지지하게 된 요인이 되었다. 기자, 정치인, 심지어 불교를 포함한 종교 지도자들은 남베트남 정부의 계획에 신뢰를 보냈다.
응우옌반티에우는 개인적 권력을 잡을 기회를 포착해 실제로 권력을 잡았다. 그의 유일한 실제 정치적 라이벌은 공군 사령관이었던 응우옌까오끼 부통령이었는데, 1967년 대선에서 티에우에게 압도당했다. 구정 대공세의 여파로 군부와 행정부의 까오 지지자들은 순식간에 정권에서 축출되거나 체포되거나 추방되었다. 남베트남 언론에 대한 탄압도 이어졌고, 응오딘지엠 전 대통령의 근로인격혁명당 소속 원들이 정부와 군부의 고위직으로 복귀하는 우려스러운 일이 있었다. 1968년 여름이 되자, 남베트남 국민들은 응우옌반티에우를 "작은 독재자"라고 부르기 시작했고, 덜 고귀한 가명을 얻게 되었다.
응우옌반티에우는 그의 동맹인 미국에 대해서도 매우 의심을 하게 되었으며, 다른 남베트남인들이 그러하였듯 미국이 구정 대공세에 놀랐다는 것을 믿으려고 하지 않았다. "이제 그건 모두 끝났습니다." 응우옌반티에우는 미국 관료를 의심하며 말했다. "당신들은 이게 올 줄 알고 있었잖아요, 그렇지 않나요?" 1968년 3월 31일 미국 대통령 린든 B. 존슨이 북베트남 폭격을 축소한다고 발표했을 때 미국이 남베트남을 공산주의자에게 넘길 것이라는 응우옌반티에우의 두려움만이 확인되었다. 띠에우에게 공습 중지와 북베트남과의 협상을 개시하는 것은 전쟁을 끝낼 것이라는 희망보다는 "지속적인 평화에 대한 공포"였다. 응우옌반티에우는 1968년 7월 18일 호놀롤루 회담에서 존슨이 남베트남이 모든 협상에서 파트너가 될 것이라는 것과 미국은 남베트남 국민들에 대한 동맹 정부나 그 어떤 다른 형태의 정부도 지지하지 않을 것이라고 확언한 이후에야 마음을 진정시킬 수 있었다.

### 미국

#### 미국 언론
1968년 구정 대공세가 시작되었을 때, 사이공 주재 미국 대사관도 대공세의 주요 공격 대상 중 하나였다. 비록 미군이 남베트남 민족해방전선 게릴라들을 군사적으로 물리쳤지만, 수많은 미국인들은 미군 본부와 남베트남군 본부로 적이 침투해올 것이라 예상하지 않고 있었기 때문에 이는 미군의 사기와 미국 대중의 대정부 신뢰도에 큰 영향을 미쳤다.

#### 군 추가 파병 요구
1968년 2월 초, 웨스트모얼랜드와 휠러 장군은 베트남에서의 병력 증강 필요성을 두고 논의했다. 웨스트모어랜드는 이미 배치된 병력과 예정된 병력만으로 충분하다고 주장하며, 휠러가 보이는 지나친 긴박함에 당황했다. 하지만 휠러가 백악관이 라오스, 캄보디아, 심지어 북베트남에서의 작전을 허용할 가능성을 언급하자 웨스트모어랜드는 유혹을 느꼈다. 2월 8일, 그는 "라오스에서 작전이 허가된다면 추가 사단이 필요하다"고 답했다. 이에 휠러는 웨스트모어랜드가 놓친 위험 요소를 지적하며 "병력이 더 필요하다면 요청하라"고 압박했다.
휠러의 이러한 독촉은 예비군을 동원하지 않고 베트남 전쟁에 집중된 미군의 부담에서 비롯된 것이었다. 합참의장들은 전쟁 심화 가능성과 전략적 예비군 고갈 방지를 위해 국가 동원을 반복적으로 요청해왔다. 휠러는 웨스트모얼랜드에게 병력 요청을 사실상 강요하며 두 가지 문제를 해결하려 했다. 웨스트모어랜드의 2월 12일 10,500명 추가 요청은 이전의 자신감 넘치는 태도와 달리 절박함이 드러났다. 다음 날, 이 요청에 따라 10,500명의 공수부대와 해병대가 남베트남에 파병되었다. 그러나 합참의장들은 123만 명 이상의 예비군을 동원하지 않는 한 추가 사단 파병을 반대하며 존슨 대통령에게 이를 권고했다.
2월 20일, 존슨 대통령은 휠러를 사이공으로 보내 공세에 대한 군사적 필요를 평가하도록 했다. 당시 휠러와 웨스트모어랜드는 맥나마라 국방장관이 곧 클라크 클리퍼드로 교체된다는 소식에 기뻐하며, 전쟁 확대 허가를 받을 수 있을 것이라 기대했다. 하지만 휠러의 보고서는 새로운 전략이나 예비군 증강에 대한 내용 없이 206,756명 병력 요청이 필수적이라는 중대한 어조로 작성되었다. 웨스트모얼랜드는 자신의 회고록에서 휠러가 전략적 예비군 문제를 강제적으로 대통령에게 제기하기 위해 의도적으로 진실을 숨겼다고 주장했다.
2월 27일, 존슨 대통령과 맥나마라는 병력 증강 제안을 논의했다. 이를 위해 약 40만 명의 군사력 증강과 1969 회계연도에 추가로 100억 달러, 1970년에는 150억 달러가 필요했다. 당시 미국은 심각한 경제 위기에 직면해 있었고, 새로운 세금 법안과 예산 삭감이 없으면 더 높은 인플레이션과 금융 시스템 붕괴 위험이 있었다.. 클리퍼드는 병력 증강에 대한 국민 여론을 걱정하며 "군대를 쥐구멍에 집어넣는 느낌을 어떻게 피할 수 있을까?"라고 말했다. 펜타곤 페이퍼에 따르면, "갈림길에 다다랐고 선택지는 명확했다." 휠러의 요청을 수락하면 베트남에 대한 미국의 전적인 군사 개입을 의미했다. 반면 이를 거부하거나 현재의 얇게 분산되어 있는 병력으로 유지하려는 시도는 베트남 전쟁에 대한 미국의 군사적 한계점을 나타내는 것이었다.

#### 재평가
웨스트모어랜드 장군의 병력 증파 요청과 그로 인한 국내 정치적 파장을 평가하기 위해, 존슨 대통령은 1968년 2월 28일 '클리퍼드 그룹(Clifford Group)'을 소집하고, 정책 전반에 대한 재검토를 지시하였다. 일부 구성원들은 이번 공세를 미국의 조건으로 북베트남을 패배시킬 수 있는 기회로 간주한 반면, 다른 이들은 군사적 승리는 불가능하며, 북베트남은 미국의 병력 증강에 충분히 대응할 수 있고, 북폭이 중단되는 상황에서 전략적 전환이 필요하다고 지적하였다. 이들은 승리를 목표로 하기보다 협상에 도달할 수 있는 지속력을 확보하는 것이 핵심이라 판단하였다. 이에 따라 남베트남 인구를 보호하는 방어 중심의 저강도 전략이 요구되었다. 분열된 의견 속에서 그룹은 3월 4일 최종 보고서를 제출하였으나, “방향 전환의 기회를 포착하지 못했으며… 결국 이전 전략을 우유부단하게 이어가야 한다는 권고에 그쳤다”고 평가되었다.
한편, 3월 1일에는 클라크 클리퍼드가 로버트 맥나마라의 후임으로 국방장관직에 취임하였다. 당초 클리퍼드는 베트남 개입에 강경 지지 입장을 견지하며 맥나마라의 감축론에 반대했던 인물이었으나, 이달 중 태도를 바꾸게 된다. 클리퍼드는 “군 수뇌부는 그들의 입장을 뒷받침할 만한 설득력 있는 논리를 제시하지 못했다”고 회고하였다. 그는 구정 대공세의 여파와 자신의 이름을 딴 정책 회의 결과를 종합해보았을 때, 미국의 해법은 감축 밖에 없다는 결론에 도달하였다. 클리퍼드는 병력 증파가 단지 더욱 폭력적인 교착상태를 초래할 것이라고 판단하고, 대통령의 전략 전환을 설득하기 위해 조용히 동조자를 찾기 시작하였다. 그는 미군 병력 규모를 55만 명 선에서 동결하고, 북베트남과의 협상 개시, 남베트남군에 전투 책임 이양 등의 방향을 추진하였다. 이러한 노력은 ‘8시 30분 그룹(8:30 Group)’으로 알려진 내부 참모진의 조력을 받았다. 이 그룹에는 폴 니체, 폴 워닉, 공보 차관 필 G. 굴딩, 조지 엘시, 공군 대령 로버트 E. 퍼슬리 등이 포함되어 있었다.
한편, 2월 27일 국무장관 딘 러스크는 북베트남에 대한 부분적 폭격 중단과 하노이 측에 협상 제의 전달을 제안하였다. 이어 3월 4일에도 러스크는 이 방안을 재확인하며, 북부 지방의 우기(雨期) 동안 폭격 효과가 떨어지므로 군사적 손실 없이도 이를 실행할 수 있다고 설명하였다. 그러나 이는 실질적인 전략적 고려보다는 정치적 계산에 따른 조치로 평가되었다. 북베트남이 협상에 다시 응하지 않을 경우, 그 책임은 하노이에 전가되며, 미국은 다시금 공세적 입장을 취할 수 있는 여지를 확보하게 되는 구조였다. 이는 “짧은 유예기간 이후, 책임을 하노이의 어깨에 명확히 지우고 우리 손을 자유롭게 하려는 계산된 수였다”고 요약된다.
이 문제가 내부에서 심도 있게 논의되고 있는 동안, 병력 증파 요청이 언론에 유출되어 3월 10일 《뉴욕 타임스》에 보도되었다. 해당 기사에서는 이 요청이 행정부 내에서 심각한 논쟁을 촉발시켰으며, 고위급 관리들 상당수가 미군 증파 시 공산군도 동일한 규모로 대응할 것이고, 결국 더 높은 수준의 폭력만을 동반한 교착 상태가 지속될 것이라고 판단하고 있다는 사실이 밝혀졌다. 기사에서는 관계자들의 내부 발언을 인용하며 “태도 전반에 걸친 광범위하고 심층적인 변화가 나타나고 있으며, 지금이 중대한 분기점이라는 인식이 확산되고 있다”고 전했다.
역사학계에서는 언론 보도가 대중의 인식 속에서 구정 대공세를 어떻게 전쟁의 '전환점'으로 만든 것인가에 대해 많은 논의가 이루어져 왔다. CBS의 간판 앵커 월터 크롱카이트는 2월 27일 방송에서 “베트남과 워싱턴 양측의 미국 지도자들이 반복적으로 내놓은 낙관론에 너무 자주 실망해왔다”며, “우리는 이제 어둠 속에서 희망을 찾는 그들의 말에 더 이상 신뢰를 가질 수 없다”고 말했다. 그는 이어 “우리는 이제 협상을 통해서만 종식될 수 있는 교착 상태에 빠져 있으며, 승리로는 끝낼 수 없다”고 덧붙였다.
그러나 일반 국민의 사기는 크게 흔들리지 않았다. 오히려 다수의 미국인은 대통령의 입장을 지지하며 결집하였다. 1968년 1월의 갤럽 여론조사에 따르면 응답자의 56%가 베트남전에 대해 '매파(hawk)' 입장을 보였으며, 27%는 '비둘기파(dove)'였고, 17%는 의견이 없다고 답했다. 구정 대공세의 첫 단계가 한창이던 2월 초에는 ‘매파’ 비율이 61%로 상승하였고, ‘비둘기파’는 23%, 무응답자는 16%로 나타났다.
그러나 존슨 대통령은 공세가 전개되던 시점과 직후 언론에 거의 발언하지 않았고, 이는 국민에게 우유부단하다는 인상을 주었다. 이 같은 침묵은 대통령의 전쟁 수행에 대한 지지율 붕괴로 이어졌다. 2월 말까지 그의 전쟁 수행 지지율은 63%에서 47%로 급락하였다. 또한 동남아시아 지역에서의 미국 군사 정책에 대해 신뢰를 표한 미국인의 비율도 3월 말까지 74%에서 54%로 하락하였다.
3월 22일, 존슨은 켄트렐에게 “10만 증파안은 잊으라”고 지시하였다. 대신 대통령과 참모진은 규모를 축소한 대안으로 6만 2천 명의 예비군을 소집하고 이 중 1만 3천 명을 베트남에 배치하는 방안을 마련 중이었다. 3일 뒤인 3월 25일, 클리퍼드의 제안에 따라 존슨은 이른바 ‘현인 그룹(Wise Men)’을 다시 소집하였다. 이들은 대부분 한때 강경한 매파로 분류되었던 인사들로, 이날 회의에는 러스크, 휠러, 번디, 로스토우, 클리퍼드 등도 함께 참석하였다. 그러나 회의 결과는 참석자들을 경악하게 만들었다. 클리퍼드에 따르면 “이제 이들 대부분은 더 이상 베트남만을 고려하지 않고 있었다.” 전체 참석자 중 단 네 명을 제외하고는 모두 철군을 요구하였고, 이로 인해 대통령은 깊은 충격을 받았다. 펜타곤 페이퍼에 따르면, 이 회의에서 제시된 정치인들의 조언은 존슨 대통령이 북폭 감축을 결단하게 되는 데 결정적인 역할을 한 것으로 평가된다.